# Correbidia continentalis
Correbidia continentalis là một loài bướm đêm thuộc phân họ Arctiinae, họ Erebidae.